# Plaza Dom Feliciano
La Plaza Dom Feliciano es una de las más antiguas plazas de la ciudad de Porto Alegre, Brasil. Se ubica frente al edificio histórico de la Santa Casa de Misericórdia en el centro histórico de la ciudad.
Su primer nombre fue Praça da Alegria (Plaza de la Alegría), reconocido oficialmente en 1809 en una carta del municipio al gobernador de la capitanía Dom Diogo de Souza, en la que se destinaba la zona a lugar público y punto de encuentro de los carros que venían a abastecer de víveres a la ciudad. Sin embargo el lugar ya era conocido como punto de extracción de grava y arcilla, y se dice que el predecesor de Dom Diogo, Paulo da Gama, ya había querido trasladar las carretas de allí a la Praça do Paraíso (actual Praça XV de Novembro).
A partir de 1810, se prohibió la extracción de arcilla del lugar y en 1830 doña Josefa de Azevedo, la Brigadeira, donó toda el área para ser utilizada como plaza lo que sugiere que, a pesar de llevar más de dos décadas destinada a este fin, el lugar seguía siendo propiedad privada. En cualquier caso, su demarcación definitiva no se produciría hasta 1843, cuando se estableció el enlace entre la rúa da Praia y el Caminho dos Moinhos de Vento, actual Avenida Independência.
En 1857 se cambió su nombre por el de Praça da Misericórdia (Plaza de la Misericordia), pero sus condiciones no mejoraron con esta medida, y al año siguiente el proveedor de la Santa Casa aún se quejaba a los concejales de la costumbre popular de verter allí las materias fecales. En 1873 su nombre volvió a ser el actual, Praça Dom Feliciano, en honor a Dom Feliciano José Rodrigues Prates, primer obispo de Río Grande del Sur.
Entre 1884 y 1886, el Municipio realizó su primera urbanización y ajardinamiento que fue remodelado en 1920, con una nueva nivelación para minimizar la fuerte pendiente del terreno. Posteriormente, la plaza fue adornada con bustos de Eduardo Guimaraens y Mário Totta. La plaza también fue conocida popularmente con los nombres de Praça da Caridade, Alto da Caridade y Alto da Misericórdia.